# Grammy for bedste rapnummer
Grammy for bedste rapnummer (Best Rap Song) er en amerikansk pris der uddeles af Recording Academy for til årets bedste rap-sang. Prisen går til alle der har skrevet tekst eller musik til sangen.
Prisen har været uddelt siden 2004, hvilket betyder at en lang række klassiske rap-numre er udgivet før prisen blev oprettet.

## Vindere
- 2004: Jeff Bass, Eminem & L. Resto for 'Lose Yourself fremført af Eminem
- 2005: Miri Ben-Ari, Che Smith (Rhymefest) & Kanye West for Jesus Walks' fremført af Kanye West
- 2006: DeVon Harris og Jashandeep for Diamonds from Sierra Leone fremført af Kanye West
- 2007: Pharrell Williams & Ludacris for Money Maker fremført af Ludacris feat. Pharell Williams
- 2008: DJ Toomp, Mike Dean, Faheem Najm, Kanye West, James Ingram og Quincy Jones for Good Life fremført af Kanye West feat. T-Pain